# Erfrischungsgeld
Als Erfrischungsgeld wird der Auslagenersatz für ehrenamtliche Wahlhelfer in Deutschland bezeichnet. In Baden-Württemberg ist hingegen von einem „Zehrgeld“ die Rede. Als Anerkennung für den ehrenamtlichen Einsatz erhält man eine (pauschale) Entschädigung, die für Essen und Getränke gedacht ist.
Bei bundesweiten Wahlen (Bundestagswahl und Europawahl) sind die Gelder in allen Bundesländern gemäß der jeweiligen Wahlordnung gleich hoch. Die Stadtstaaten Berlin, Bremen und Hamburg können jedoch abweichende Erfrischungsgelder festlegen. Das Erfrischungsgeld nach § 10 der Bundeswahlordnung beträgt im Regelfall 25 Euro, für den Vorsitzenden 35 Euro (analog auch für die Europawahl nach § 10 der Europawahlordnung).
Bei Landes- und Kommunalwahlen kann davon abgewichen werden. So zahlt beispielsweise das Land Brandenburg seinen Wahlhelfern 15 Euro, während in Schleswig-Holstein bis zu 40 Euro und in Berlin bis zu 120 Euro für einen Wahlhelfereinsatz erstattet werden. Baden-Württemberg, Sachsen-Anhalt, Rheinland-Pfalz und Hessen zahlen 21 Euro, wobei es den Gemeinden in Hessen erlaubt ist, den Betrag auf eigene Kosten aufzustocken. Die Gewährung und die Höhe des Erfrischungsgeldes sowie des Zehrgeldes in den einzelnen Bundesländern regeln die entsprechenden Landeswahlgesetze oder Landeswahlordnungen. Komplexe Aufteilungen nach Wahlhelfer und Wahlvorstände sowie, ob dies in einem Wahl- oder Briefwahllokal erfolgt, ergeben sich in den Stadtstaaten Berlin und Bremen.
Für den Fall, dass Wahlleiter, Beisitzer der Wahlausschüsse und Mitglieder der Wahlvorstände außerhalb ihres eigenen Wahlbezirks tätig werden, erhalten sie zusätzlich die notwendigen Fahrtkosten, wenn sie außerhalb ihres Wohnortes tätig werden, auch Tage- und Übernachtungsgelder nach dem Bundesreisekostengesetz.

## Geschichte
Im Königreich Preußen waren seit 1848 ausschließlich staatliche Beamte mit der Wahldurchführung beauftragt, denen auch die Anerkennung der einzelnen Wähler und ihrer teilweise selbst hergestellten Wahlzettel oblag. Bis 1918 lag der Vorsitz in allen Wahlhelfergruppen sowohl bei Reichs- als auch bei Landtagswahlen bei preußischen Beamten, die jedoch „vertrauenwürdige“ Bürger für die Wahlhelfertätigkeit bestimmen konnten.
In der Weimarer Republik gehörte die Sicherstellung und Durchführung von Wahlen zu den Kernaufgaben des demokratischen Staates. Ehrenamtliche Wahlhelfer waren fortan für die technische Abwicklung der Wahlen verantwortlich. Der Staat beschränkte sich seit 1924 auf die Herstellung und Ausgabe amtlicher Stimmzettel in den Wahllokalen.
In der Zeit des Nationalsozialismus wurden die Wahlvorstände nach ideologischer Verlässlichkeit ausgesucht. An diese Praxis schloss die DDR an.
In der Bundesrepublik Deutschland wurde die Vorbereitung und Durchführung von Wahlen im Bundeswahlgesetz von 1956 besonderen, von den Regierungen bestimmten  Wahlorganen übertragen. Diese sind in § 8 BWahlG aufgeführt. In die Wahlausschüsse können wahlberechtigte Bürger als Beisitzer berufen werden. Sowohl die Beisitzer der Wahlausschüsse als auch die Mitglieder der Wahlvorstände üben ihre Tätigkeit ehrenamtlich aus (§ 11 Satz 1 BWahlG). Nach § 10 Abs. 2 der Bundeswahlordnung (BWO) kann den Mitgliedern der Wahlausschüsse und den Mitgliedern der Wahlvorstände für den Wahltag ein Erfrischungsgeld gewährt werden.
Die Höhe von 16 Euro wurde nach einer Petition zum Petitionsausschuss des Deutschen Bundestages im Jahr 2003 zunächst auf 21 Euro und sodann 35 Euro für den Vorsitzenden und je 25 Euro für die übrigen Mitgliedern des Wahlausschusses erhöht.

## Übersichtstabelle
| Bundesland                  | Euro        | Bemerkungen |
| --------------------------- | ----------- | --- |
| Bundestagswahl / Europawahl | 25–120      | Bei den Wahlen zum Deutschen Bundestag oder zum Europäischen Parlament gelten einheitlich 25–35 € Erfrischungsgeld, jedoch können die Stadtstaaten Berlin, Bremen, Hamburg abweichende Höhen festlegen (25–120 €). |
| Baden-Württemberg           | 21          | In Baden-Württemberg wird das Erfrischungsgeld „Zehrgeld“ genannt. |
| Bayern                      | 30–50       | Höhe legt die jeweilige Gemeinde fest. |
| Berlin                      | 30–120      | 100–120 Euro in Wahllokalen, 80–100 Euro in Briefwahllokalen (abweichende Höhen für Mitarbeiter im Öffentlichen Dienst bei Freizeitausgleich) |
| Brandenburg                 | 25–150      | Legt die jeweilige Kommune fest (im Durchschnitt 58 Euro für Wahlhelfende und 78 Euro für Wahlvorstände) |
| Bremen                      | 30–50       | |
| Hamburg                     | 30–60       | Die Stadt Hamburg zahlt als Erfrischungsgeld einen höheren Betrag. Wahlbezirksleitungen (nur in HH; Anstelle von Wahlvorsteher) erhalten 60 € (Briefwahl 50 €), deren Stellvertreter 45 € (Briefwahl 35 €) und Beisitzer allgemein 30 €. |
| Hessen                      | 21          | Das tatsächliche gewährte Erfrischungsgeld liegt jedoch in vielen Fällen darüber; die Mehrkosten tragen die Gemeinden selbst. |
| Mecklenburg-Vorpommern      | 21–45       | |
| Niedersachsen               | 16–50       | Mindestens 16 Euro, bei der Landtagswahl in Niedersachsen 2022 zuletzt bis zu 50 Euro Aufwandsentschädigung |
| Nordrhein-Westfalen         | 28–100      | |
| Rheinland-Pfalz             | 25–35       | |
| Saarland                    | 21          | |
| Sachsen                     | 15          | |
| Sachsen-Anhalt              | 21          | |
| Schleswig-Holstein          | individuell | Die Landeswahlordnung (§ 4 Abs. 4 LWO) sowie die Gemeinde- und Kreiswahlordnung (§ 5 Abs. 3 GKWO) legen keine Grenzwerte fest. Somit obliegt es der Gemeindewahlleitung bzw. Gemeindewahlbehörde einen angemessenen Auslagenersatz festzulegen. Zur Europawahl 2024 zahlt bspw. die Stadt Reinbek 60 € für Beisitzer, 70 € für Schriftführer und stellv. Wahlvorsteher sowie 80 € für Wahlvorsteher. |
| Thüringen                   | 16          | |

## Landesspezifische Regelungen

### Baden-Württemberg
Den Mitgliedern der Wahlausschüsse kann für die Teilnahme an einer Sitzung des Wahlausschusses, den Mitgliedern der Wahlvorstände für den Wahltag ein Zehrgeld von je 21 Euro gewährt werden.

### Bayern
Wahlhelfern kann ein Erfrischungsgeld als Aufwandsentschädigung gewährt werden. Die Höhe legt die jeweilige Gemeinde fest. Für Europa-, Bundestags-, Landtags- und Bezirkswahlen sowie Volksentscheide erhält die Gemeinde vom Bund bzw. Freistaat und Bezirk den Betrag je Wahlhelfer in pauschaler Höhe erstattet. Die jeweilige Gemeinde entscheidet in eigener Verantwortung, ob sie diesen Betrag aufstockt.

### Berlin
Für die Tätigkeit im Wahlvorstand beträgt das Erfrischungsgeld 120 Euro in einem Urnenwahllokal, für die Tätigkeit in einem Briefwahllokal sind es 100 Euro (mit entsprechend kürzerer Schicht). (Stellvertretende) Wahlvorstehende und (stellvertretende) Schriftführende erhalten hierbei den jeweiligen Höchstsatz von 120 bzw. 100 Euro, Beisitzende und Hilfskräfte immer 20 Euro weniger. Zusätzlich werden 40 Euro für eine freiwillige Präsenzschulung (vorgesehen für Wahlvorstehende, Schriftführende) oder 25 Euro für eine freiwillige Online-Schulung (vorgesehen für Beisitzende, Hilfskräfte) ausgezahlt, sofern die Wahlhelfertätigkeit später tatsächlich ausgeübt wird. Reserve-Wahlhelfende erhalten pauschal 20 Euro und bei Berufung in den Wahlvorstand die reguläre Vergütung. Für den Hin- und Rücktransport der Wahlunterlagen erhält der Wahlvorstand (im Regelfall die wahlvorstehende Person) zusätzlich 20 Euro pro Transport (bei tatsächlich höheren Reisekosten sind auch diese erstattungsfähig).
Für Mitarbeiter des Öffentlichen Dienstes beträgt das Erfrischungsgeld bei Freizeitausgleich für Wahlvorstehende und Schriftführende 70 Euro (nur Urnenwahl, Briefwahl immer 20 Euro weniger mit entsprechend kürzerer Schicht), für Beisitzende und Hilfskräfte immer 20 Euro weniger (der Freizeitausgleich entspricht einem arbeitsfreien Tag). Wird der Freizeitausgleich nicht gewährt oder nicht in Anspruch genommen (er ist freiwillig wählbar), gelten die allgemeinen Sätze.
Für die Wiederholungswahl am 12. Februar 2023 wurden in Berlin rund 42.000 Wahlhelfer eingesetzt. Das waren rund 8.000 mehr als bei der Pannenwahl im September 2021, obwohl dieses Mal nur das Abgeordnetenhaus und die Bezirksverordnetenversammlungen und nicht zusätzlich noch der Bundestag gewählt wurde. Das Erfrischungsgeld betrug ausnahmsweise 240 Euro (für sämtliche Wahlvorstände bei Urnenwahl, für Briefwahlvorstände 200 Euro). Für den Volksentscheid Berlin 2030 klimaneutral am 26. März 2023 sind regulär 100–120 Euro (Urnenwahl) bzw. 80–100 Euro (Briefwahl) für Wahlhelfer vorgesehen. Am 10. Januar 2023 wurde die Landeswahlordnung auf diese neuen Sätze angepasst, sie gelten ab sofort dauerhaft.

### Brandenburg
Wird festgelegt durch die Kommune. Das Erfrischungsgeld variiert zwischen 25 und 150 Euro pro Wahl. 150 Euro beispielsweise für Wahlvorstände in Schöneiche, Rüdersdorf und Hennigsdorf (100 Euro für Wahlhelfende). 35 Euro für Wahlvorstände beispielsweise in Heideblick, Sonnewalde und Neuhausen/Spree (25 Euro für Wahlhelfende). Zur Europawahl 2024 und Kommunalwahlen am 9. Juni 2024 werden rund 35.000 Wahlhelfende in Brandenburg benötigt.

### Bremen
Für die Tätigkeit im Wahlvorstand wird ein sogenanntes Erfrischungsgeld als Entschädigung gezahlt. Im Land Bremen beträgt es, je nach Aufwand und Verantwortung bei Europa- und Bundestagswahlen
- für Wahlvorsteherinnen und Wahlvorsteher bei Einsatz im Wahllokal (Urnenwahlvorstand) 90 Euro,
- für Wahlvorsteherinnen und Wahlvorsteher bei Einsatz in der Auszählung der Briefwahl (Briefwahlvorstand) 70 Euro,
- für stellvertretende Wahlvorsteherinnen und Wahlvorsteher 65 Euro,
- für Schriftführerinnen und Schriftführer 65 Euro,
- für die übrigen Mitglieder des Wahlvorstandes 60 Euro,

bei Landtags- und Kommunalwahlen
- für Wahlvorsteherinnen und Wahlvorsteher in Urnenwahlvorständen 70 Euro,
- für die übrigen Mitglieder des Urnenwahlvorstandes bis zu 65 Euro,
- für Wahlvorsteherinnen und Wahlvorsteher in Briefwahlvorständen 70 Euro,
- für die übrigen Mitglieder des Briefwahlvorstandes bis zu 65 Euro,
- für Wahlvorsteherinnen und Wahlvorsteher in Auszählwahlvorständen 70 Euro,
- für die übrigen Mitglieder des Auszählwahlvorstandes 65 Euro.

Bei Landtags- und Kommunalwahlen wird das Erfrischungsgeld für die Brief- und Auszählwahlvorstände für jeden Tag der Tätigkeit gezahlt.
Der Besuch einer Schulung ist für bestimmte Funktionen (z. B. Wahlvorsteherin oder Wahlvorsteher) verpflichtend, für die übrigen Wahlhelferinnen und Wahlhelfer freiwillig. Für die Teilnahme an einer Schulung erhalten
Mitglieder der Urnenwahlvorstände 10 Euro extra, Mitglieder der Brief- und Auszählwahlvorstände bei Landtags- und Kommunalwahlen 20 Euro zusätzlich.
Bei den Landtags- und Kommunalwahlen wird den Brief- und Auszählwahlvorständen an Feiertagen (oftmals auf Christi Himmelfahrt fallend) das doppelte Erfrischungsgeld ausgezahlt.

### Hamburg
Da bei den Bürgerschafts- und Bezirksversammlungswahlen in Hamburg 2008 das Digitale Wahlstift System (DWS) nicht zum Einsatz kam, musste die Auszählung der zirka 3,2 Millionen Stimmzetteln mit insgesamt rund 9,6 Millionen abgegebenen Stimmen per Hand bewältigt werden. Aus diesem Grund wurden die Erfrischungsgelder um jeweils mindestens das Zweieinhalbfache erhöht.
- Wahlbezirksleiter erhielten 120 Euro (vorher 45 Euro),
- Stellvertreter 110 Euro (vorher 35),
- einfache Wahlhelfer 100 Euro (vorher 30 Euro) pro Einsatztag.

### Hessen
Das Land erstattet den Kommunen 21 Euro pro Person. Das tatsächliche gewährte Erfrischungsgeld liegt jedoch in vielen Fällen darüber; die Mehrkosten tragen die Gemeinden selbst.

### Mecklenburg-Vorpommern
Je nach Wahlkreis liegt das Erfrischungsgeld zwischen 21 und 45 Euro.

### Niedersachsen
Der Gesetzgeber regelt den Mindestbetrag in Höhe von 16,00 Euro. Höhere Beträge liegen im Ermessen der Gemeinde. Bad Nenndorf zahlt beispielsweise seit (einigen) Jahren 25,00 Euro. Die Wahlvorsteher und deren Stellvertreter erhalten 30,00 Euro, da diese einen höheren Aufwand haben, als die anderen Wahlhelfer (Abholung der Unterlagen vor der Wahl / Rückgabe nach der Wahl, Besuch der Vorbesprechung etc.)
In der Niedersächsischen Landeswahlordnung (NLWO) heißt es:
§ 8 NLWO – Entschädigung für Inhaber von Wahlehrenämtern
(1) Die Auslagen für wahlehrenamtliche Tätigkeit werden unbeschadet des Absatzes 2 durch eine Pauschalentschädigung im Rahmen folgender Höchstsätze abgegolten:
1. 25 Euro je Sitzung für die Mitglieder des Landeswahlausschusses und eines Kreiswahlausschusses und
2. 35 Euro für die Wahlvorsteherinnen und Wahlvorsteher sowie 25 Euro für die übrigen Mitglieder eines Wahlvorstands.
(2) Notwendige Auslagen, die den Inhaberinnen und Inhabern von Wahlehrenämtern in Ausübung des Ehrenamtes durch Fahrkosten außerhalb des Wohnortes oder durch Fernsprechkosten entstanden sind, werden auf Antrag gesondert ersetzt.
(3) Ein in Ausübung des Ehrenamtes nachweislich entstandener Verdienstausfall wird auf Antrag bis zum Höchstbetrag von 16 Euro je Stunde ersetzt.
(4) Für die Festsetzung der Entschädigung nach den Absätzen 1 bis 3 sind zuständig:
1. die Wahlleiterinnen oder Wahlleiter hinsichtlich der Mitglieder der Wahlausschüsse,
2. die Gemeinden hinsichtlich der Mitglieder der Wahlvorstände ihrer Wahlbezirke,
3. die Kreiswahlleiterinnen oder Kreiswahlleiter hinsichtlich der Mitglieder der Briefwahlvorstände.

### Nordrhein-Westfalen
In Nordrhein-Westfalen fällt je nach Gemeinde und Funktion im Wahlvorstand das Erfrischungsgeld unterschiedlich hoch aus und liegt zwischen 28 und 100 Euro.

### Rheinland-Pfalz
Ein Erfrischungsgeld von je 21 Euro das auf ein Tagegeld anzurechnen ist, kann gewährt werden den Mitgliedern der Wahlausschüsse für die Teilnahme an einer Sitzung und den Mitgliedern der Wahlvorstände für den Wahltag.

### Saarland
Ein Erfrischungsgeld von je 15 Euro, das auf ein Tagegeld anzurechnen ist, kann den Mitgliedern der Wahlausschüsse für die Teilnahme an einer nach § 3 einberufenen Sitzung und den Mitgliedern der Wahlvorstände für den Wahltag gewährt werden.

### Sachsen
Ein Erfrischungsgeld von je 15 Euro, das auf ein Tagegeld anzurechnen ist, kann den Mitgliedern der Wahlausschüsse für die Teilnahme an einer einberufenen Sitzung und bis zur Höhe von 20 Euro den Mitgliedern der Wahlvorstände für den Wahltag gewährt werden.

### Sachsen-Anhalt
§ 9 Auslagenersatz und Erfrischungsgeld
(2) Den Beisitzern der Wahlausschüsse kann für die Teilnahme an einer nach § 4 einberufenen Sitzung und den Mitgliedern der Wahlvorstände für den Tag der Wahl ein Erfrischungsgeld in Höhe von 21 Euro gewährt werden, das auf ein Tagegeld nach Absatz 1 anzurechnen ist.
(3) Ein in Ausübung des Wahlehrenamtes nachweislich entstandener Verdienstausfall wird auf Antrag bis zum Höchstbetrag von 16 Euro je Stunde ersetzt.
(4) Für die Festsetzung der Entschädigung sind zuständig:
1. die Wahlleiter hinsichtlich der Beisitzer der Wahlausschüsse,
2. die Gemeinden hinsichtlich der Mitglieder der Wahlvorstände ihrer Wahlbezirke,
3. die Kreiswahlleiter hinsichtlich der Mitglieder der Briefwahlvorstände.

### Schleswig-Holstein
Die Landeswahlordnung (§ 4 Abs. 4 LWO) sowie die Gemeinde- und Kreiswahlordnung (§ 5 Abs. 3 GKWO) legen keine Grenzwerte fest. Somit obliegt es der Gemeindewahlleitung bzw. Gemeindewahlbehörde einen angemessenen Auslagenersatz festzulegen. Zur Europawahl 2024 zahlt bspw. die Stadt Reinbek 60 € für Beisitzer, 70 € für Schriftführer und stellv. Wahlvorsteher sowie 80 € für Wahlvorsteher. In vergangenen Wahljahren wurde dieser Wert in der Stadt Reinbek schrittweise angehoben. So lagt der Auslagenersatz im Jahr 2014 bei ca. 30–50 €, einige Jahre später bei ca. 40–60 € und im Jahr 2023 schließlich bei 50–70 €.

### Thüringen
Ein Erfrischungsgeld von je 16 Euro, das auf ein Tagegeld anzurechnen ist, kann den Mitgliedern der Wahlausschüsse für die Teilnahme an einer einberufenen Sitzung sowie den Mitgliedern der Wahlvorstände für den Wahltag gewährt werden. An Stelle eines Erfrischungsgeldes soll öffentlichen Bediensteten ein entsprechender Freizeitausgleich gewährt werden.

## Weitere Anwendungsbeispiele

### Sozialgesetzbuch
Erfrischungsgeld wird auch für die Wahlhelfer der Wahlorgane im Sinne des § 53 Abs. 1 Satz 1 des Vierten Buches Sozialgesetzbuch gezahlt.

„Die Mitglieder von Wahlleitungen und andere Wahlhelfer, die während der Zeit und an der Stätte ihrer regelmäßigen Beschäftigung tätig sind, erhalten für diese Zeit anstelle einer Aufwandsentschädigung bei einem Zeitaufwand während der regelmäßigen Arbeitszeit von über fünf Stunden ein Erfrischungsgeld von 16 Euro. Erstreckt sich ihre Inanspruchnahme auch auf eine Zeit außerhalb ihrer regelmäßigen Arbeitszeit, erhalten sie hierfür eine nach diesem Zeitaufwand berechnete Aufwandsentschädigung. Die Leistungen dürfen zusammen den Betrag nicht übersteigen, der sich nach Absatz 3 für den gesamten Zeitaufwand ergibt.“

### Volksentscheide und Volksbegehren
Bei Volksentscheiden und bei Volksbegehren wird ebenfalls ein Erfrischungsgeld ausgelobt. In beiden Fällen sind die Vorschriften der Bundeswahlordnung über Ehrenämter und den Auslagenersatz für Inhaber von Wahlämtern und über das Erfrischungsgeld anzuwenden.

## Kostenerstattung
Die Kosten für die Erfrischungsgelder, die den einzelnen Kommunen entstehen, werden bei bundesweiten Wahlen den Ländern durch den Bund ersetzt. Finden gleichzeitig Landtags- oder Kommunalwahlen statt, werden diese Kosten anteilig ersetzt.
Bei den letzten Bundestagswahlen (2009 und 2013) wurden zwischen 500.000 und 600.000 Wahlhelfer benötigt.